# La viudita naviera
Los viudita naviera es una obra de teatro de José María Pemán, estrenada en 1960.

## Argumento
En el Cádiz de finales del siglo XIX, en 1895, durante el Carnaval de Cádiz la señorita Candelaria - que vive con su hermana Felicidad y es dueña de una flota de navíos - contrae matrimonio por poderes con el Capitán Tomás Igartua, destinado en La Habana. El buque, en el que se suponía retornaba a España sufre un naufragio y llegan noticias a la península de que el Caballero ha fallecido. Candelaria se convierte en la viudita naviera y pasa a ser propietaria del negocio de barcos que pertenecía a su difunto esposo. Candelaria se convierte así en una viuda, pretendida por Don Santiago Filgueras. Cuando se llega a conocer que Igartua nunca subió al barco, Filgueras intenta hacer creer lo contrario a Candelaria para conseguir su amor. Sin embargo, el marido aparece y finalmente consigue triunfar el amor.

## Representaciones destacadas
- Teatro (Teatro Reina Victoria, Madrid, 30 de septiembre de 1960, Estreno).
  - Intérpretes: Analía Gadé, Juan Carlos Thorry, Amelia de la Torre, Julio Sanjuán, Maruja Tamayo.
- Cine (España, 1963). 
  - Dirección: Luis Marquina
  - Intérpretes: Paquita Rico, Arturo Fernández, Ismael Merlo, Mary Santpere, Lina Canalejas, Gabriel Llopart, José Orjas.